# Petrikirche (Rostock)

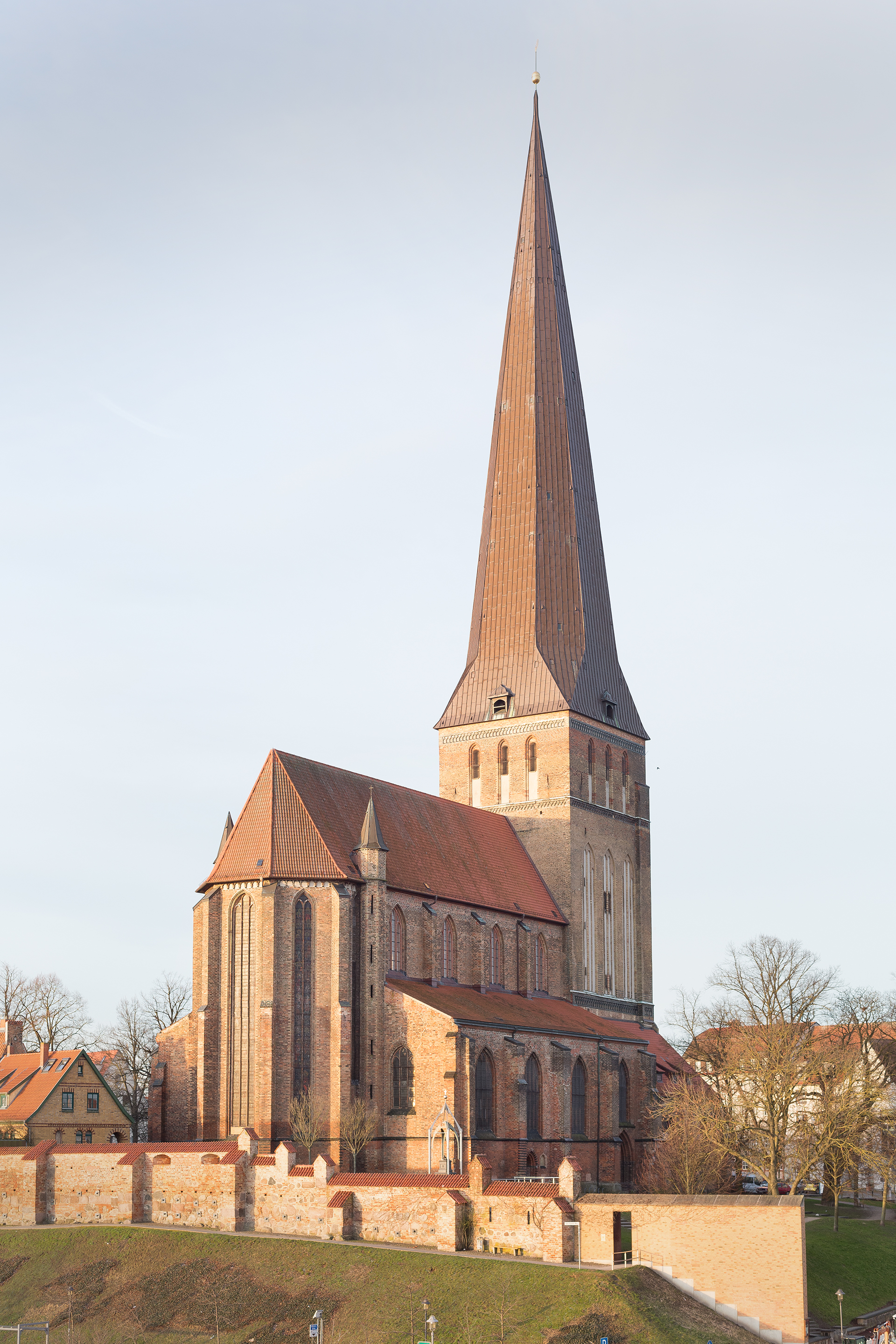
Petrikirche mit Resten der Stadtmauer

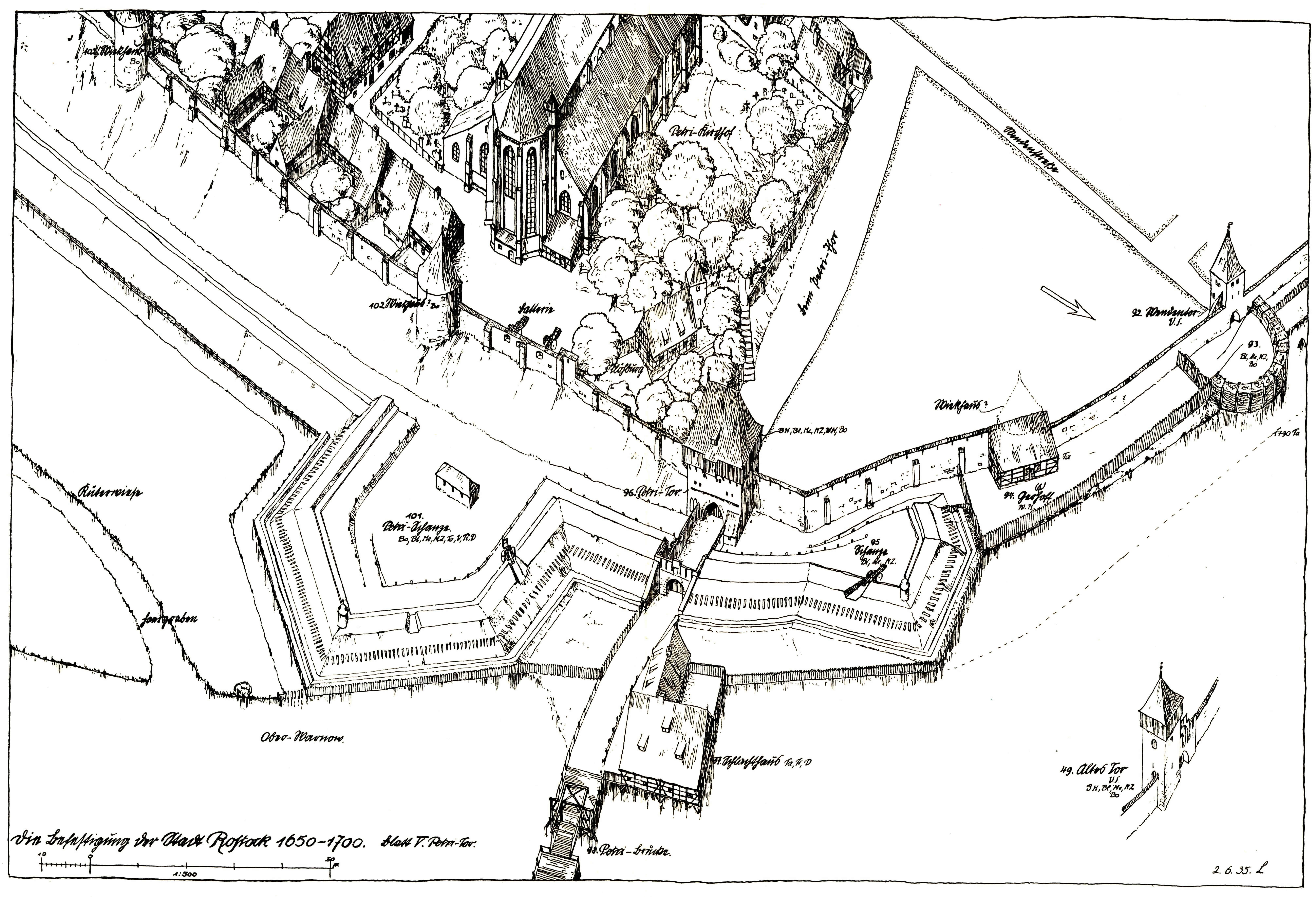
Rekonstruktion der historischen Umgebung mit Petrischanze, Petritor und Petridamm

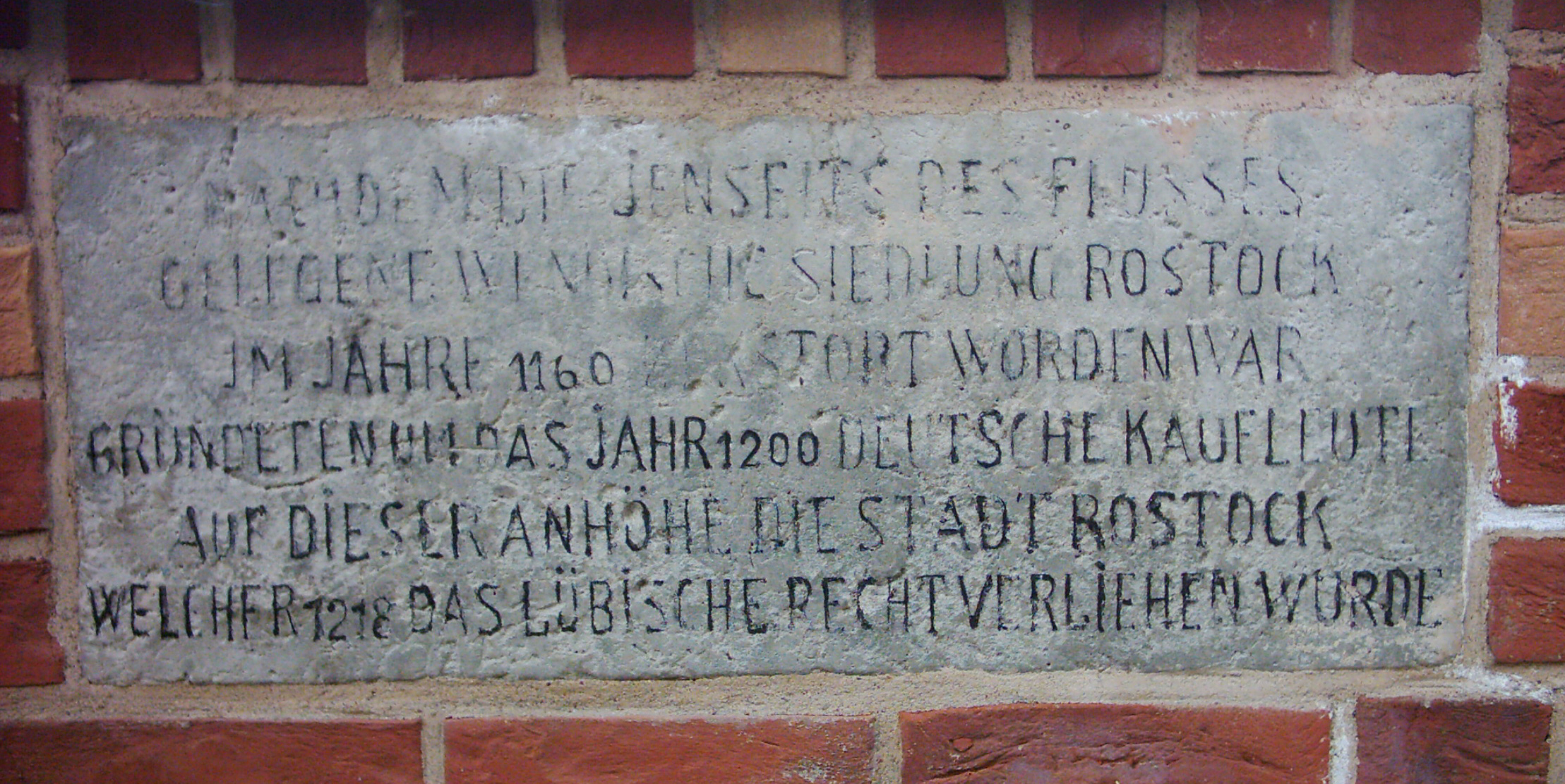
Stadtmauerinschrift zur Gründung Rostocks bei der Petrikirche:Nachdem die jenseits des Flusses gelegene wendische Siedlung Rostock 1160 zerstört wurde, gründeten um 1200 deutsche Kaufleute auf dieser Anhöhe die Stadt Rostock, welcher 1218 das lübische Recht verliehen wurde

Die Petrikirche ist die älteste und mit 117,0 m die höchste der ehemals vier Stadtkirchen der Hansestadt Rostock.
Rostocks andere Kirchen sind bzw. waren die Marienkirche, die Nikolaikirche und die im Zweiten Weltkrieg zerstörte und 1960 endgültig abgetragene Jakobikirche. Die Petrikirche gehört wie die anderen Kirchen zur Evangelisch-Lutherischen Innenstadtgemeinde Rostock der Propstei Rostock im Kirchenkreis Mecklenburg der Evangelisch-Lutherischen Kirche in Norddeutschland. Von der Petrikirche ging in Rostock die Reformation aus, als 1523 Herzog Heinrich V. den dortigen Kaplan Joachim Slüter mit der evangelischen Predigt beauftragte. Bei einem Luftangriff 1942 brannte die Kirche samt ihrer Innenausstattung aus und verlor ihren charakteristischen Turmhelm.

## Baugeschichte

### Erste Kirche
Bereits um 1300 wurde an der Stelle der heutigen Petrikirche ein Kirchbau errichtet (ältester  Nachweis von 1252). Es handelte sich um ein dreischiffiges Gebäude, die Steine waren dunkelrot bis violett, und seine Mauern bestanden teilweise aus Granit. Teile dieser ersten Bauphase sind noch bis zum Kaffgesims der beiden Seitenschiffe erhalten. Der Turm war vermutlich ein Quer- oder Doppelturm, worauf die Mauerreste an der Südseite des Turms schließen lassen.

### Zweite Kirche
In der Mitte des 14. Jahrhunderts wurde an Stelle des Vorgängerbaus die Kirche als dreischiffige Basilika in der für Nordeuropa des Ostseeraums typischen Bauweise, der Backsteingotik, errichtet.
Sie erhielt um 1500 einen ca. 127 m hohen Turm, der schon 1543 durch Blitzschlag zerstört wurde, worin die in Rostock verbliebenen Katholiken eine Strafe Gottes sahen. Bis 1578 wurde der Turm mit Turmhelm wieder aufgebaut, nachdem er zwischenzeitlich durch Sturmeinwirkung wieder teilweise zerstört worden war. Mit der dann erreichten Höhe von 117 m diente er auch als Orientierungsmarke von See wie von Land. In den folgenden Jahrhunderten hinterließen Wetterunbilden ihre Spuren, die 1902 zu einer umfassenden Renovierung der Basilika führten.
Bei dem Angriff der britischen Luftwaffe wurde die Petrikirche in der Nacht vom 26. auf den 27. April 1942 schwer getroffen. Der mit Kupfer beschlagene Turmhelm verbrannte, die Orgel, der barocke Altar, die Renaissance-Kanzel sowie das einzige Epitaph wurden ein Raub der Flammen. Hingegen konnte das wertvolle bronzene Taufbecken gerettet werden (1942 durch Auslagerung und 1945 durch Vergraben). Auch ein Kreuzwegrelief Christus vor Pilatus wurde vor dem Brand gerettet. Während das Gewölbe des Mittelschiffes und des südlichen Seitenschiffes einstürzten, blieb das Gewölbe des nördlichen Seitenschiffes erhalten. Auch der Wetterhahn der Turmspitze blieb, allerdings beschädigt, erhalten und wurde in der Kirche aufgestellt. Im Zuge eines sehr zögerlichen Wiederaufbaus wurde der Turm mit einem Notdach gesichert und das Mittelschiff mit einer flachen Holzdecke geschlossen, welche eine Höhe von 24 Metern erreicht. Außerdem wurden die Arkaden zwischen dem Mittel- und den  Seitenschiffen vermauert und die Wände des Mittelschiffs weiß getüncht. Der Turmhelm wurde zunächst nicht wiederaufgebaut, 52 Jahre lang stand nur noch der Turmschaft.
1994 konnte im Rahmen der Städtebauförderung mit Mitteln des Landes Mecklenburg-Vorpommern, der Stadt Rostock und aus Spendenmittel sowie aus Geldern von Denkmalschutzorganisationen wieder ein kupferbeschlagener Turmhelm aufgesetzt werden, so dass St. Petri wieder weithin als Rostocker Wahrzeichen sichtbar ist. Dazu wurden von Mai 1993 bis November 1994 drei Teile des Turmhelms zunächst südlich vor der Kirche zu ebener Erde vorgefertigt und danach mit Hilfe eines Mobilkrans von 500 Tonnen Tragkraft übereinander auf den Turmschaft gesetzt. Als krönender Abschluss des Wiederaufbaus wurde am 13. November 1994 der restaurierte, neu vergoldete Wetterhahn wieder an der Turmspitze angebracht. Zusätzlich wurde in 45 m Höhe eine über 195 enge Treppenstufen oder einen Aufzug erreichbare Aussichtsplattform gebaut, die bei klarem Wetter einen weiten Blick über die Stadt Rostock hinweg bis nach Warnemünde und die Ostsee ermöglicht.
An der Westwand des Hauptraums, unweit des Eingangs, hängt ein Gemälde, das die brennende Petrikirche (und die brennenden Wohnhäuser am Alten Markt) in der Nacht vom 26. zum 27. April 1942 zeigt. Es wurde vom Laienmaler und Gastwirt Albrecht Krohn in den 1980er Jahren geschaffen und der Petri-Gemeinde anlässlich des Turmaufbaus 1994 übergeben.

## Baubeschreibung
Das Bauwerk ist eine dreischiffige Basilika mit vier Jochen, abgeschlossen vom Westturm mit seinem hohen Spitzhelm. Das Untergeschoss des Turms hat auf der Westseite eine Blendengliederung mit tiefen Nischen darin, im Mittelgeschoss des Turms sind je drei vierteilige hohe Spitzbogen-Blendarkaden außer an der Ostseite, wo der Turm an das Mittelschiff stößt, darüber an allen vier Seiten je drei Spitzbogenfenster als Schallöffnungen.
Auf der Nord- und Südfassade des Schiffs befinden sich jeweils zwei hohe Spitzbogenfenster pro Joch übereinander. Der Chor endet in einem Fünfachtelschluss mit sehr hohen Spitzbogenfenstern, an der Nord- und Südseite befindet sich je ein kleiner Treppenturm mit Spitzhelm.
Der zweizonige Innenwandaufriss im Mittelschiff zeigt über den vor der Kriegszerstörung offenen Arkaden, die erst beim Wiederaufbau zugemauert wurden, einen breiten Wandstreifen mit einem Laufgang, der mit Durchgängen durch die Wandpfeiler geführt ist. Darüber fällt das Licht durch die Obergadenfenster ein. Das Kreuzrippengewölbe über dem nördlichen Seitenschiff ist erhalten. Das südliche Seitenschiff aber war zu stark zerstört, um die ursprüngliche Konstruktion wiederherzustellen. Auch im Mittelschiff wurde auf eine Rekonstruktion des Gewölbes verzichtet, stattdessen eine hölzerne Flachdecke eingebaut. Das Südschiff wurde zweigeschossig ausgebaut, mit einem Saal im Obergeschoss und mehreren Räumen im Erdgeschoss, welche durch die bei der Wiederherstellung eingebrochenen Rundfenster im Sockelbereich erhellt werden. Auch in den Seitenschiffen und im Chor führen Laufgänge über dem Sockel unter den Fenstern entlang; die Laufgänge werden durch die Treppentürme am Chor erschlossen.
An dem westlichen Joch der Seitenschiffe sind im Norden und im Süden Spitzbogenportale mit profiliertem Gewände eingebaut, im südlichen Seitenschiff noch zusätzlich ein Portal im östlichen Joch mit glasierten Formsteinen. Das Westportal im Turm zeigt ein tiefes, reich profiliertes Gewände, das im Wechsel aus glasierten und unglasierten Formsteinen gemauert ist.
An das Nordschiff schließt sich nach Westen eine Kapelle an, die bis zur Turmfassade reicht. Diese Kapelle wurde nach 1989 profaniert und als öffentliche Toilette ausgebaut. Sie wird durch breite vierteilige Spitzbogenfenster erhellt und durch ein eigenes Portal mit einem sehr schlanken Gewände aus Formsteinen erschlossen. An der entsprechenden Südseite des Turms ist keine Kapelle angebaut, dort wurde beim Wiederaufbau ein bescheidenes Gebäude mit Küche und Toilette für die Gemeinde angesetzt, das erheblich kleiner als die Nordwestkapelle ist.

Ansichten der Petrikirche
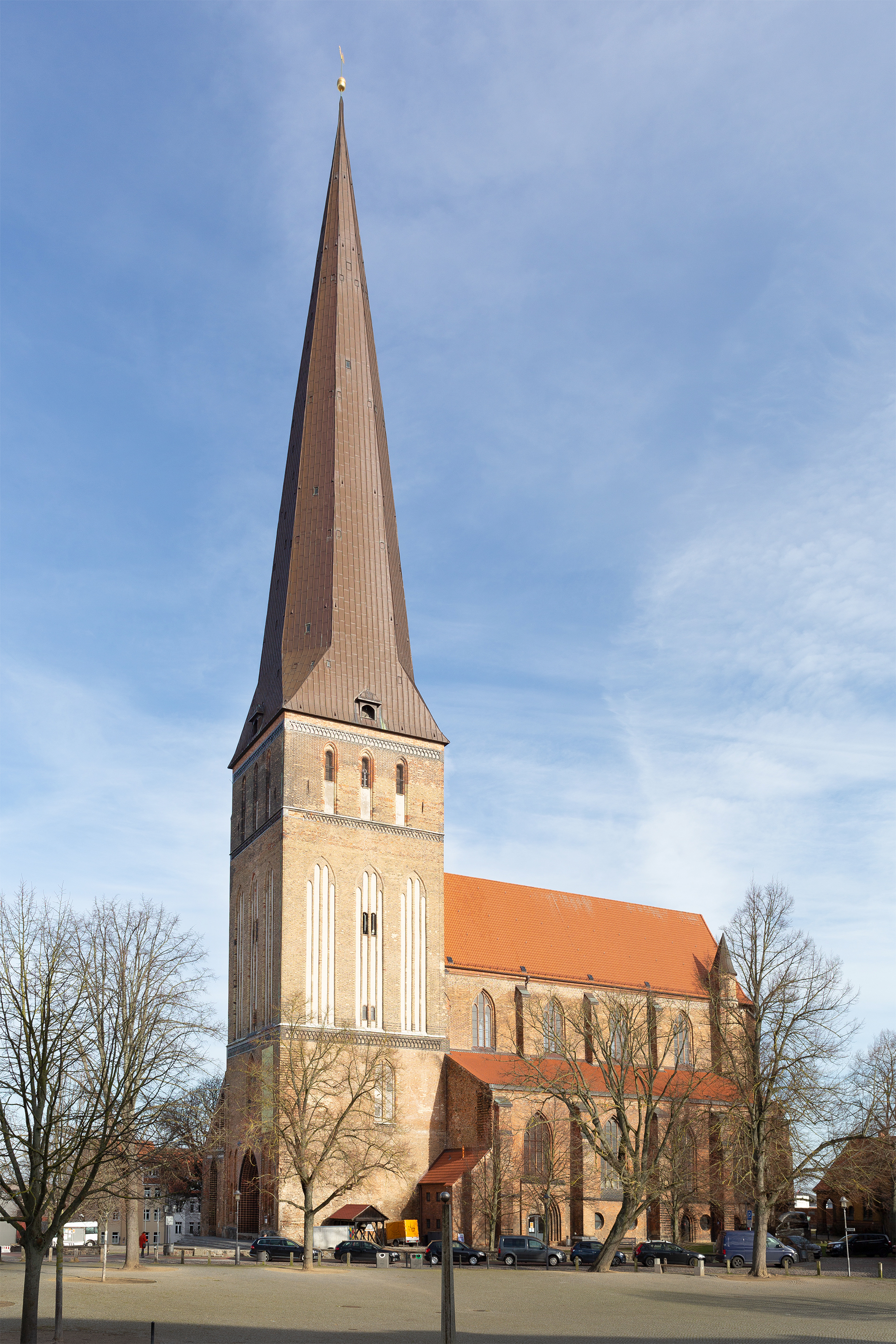
Petrikirche, Ansicht von Süden
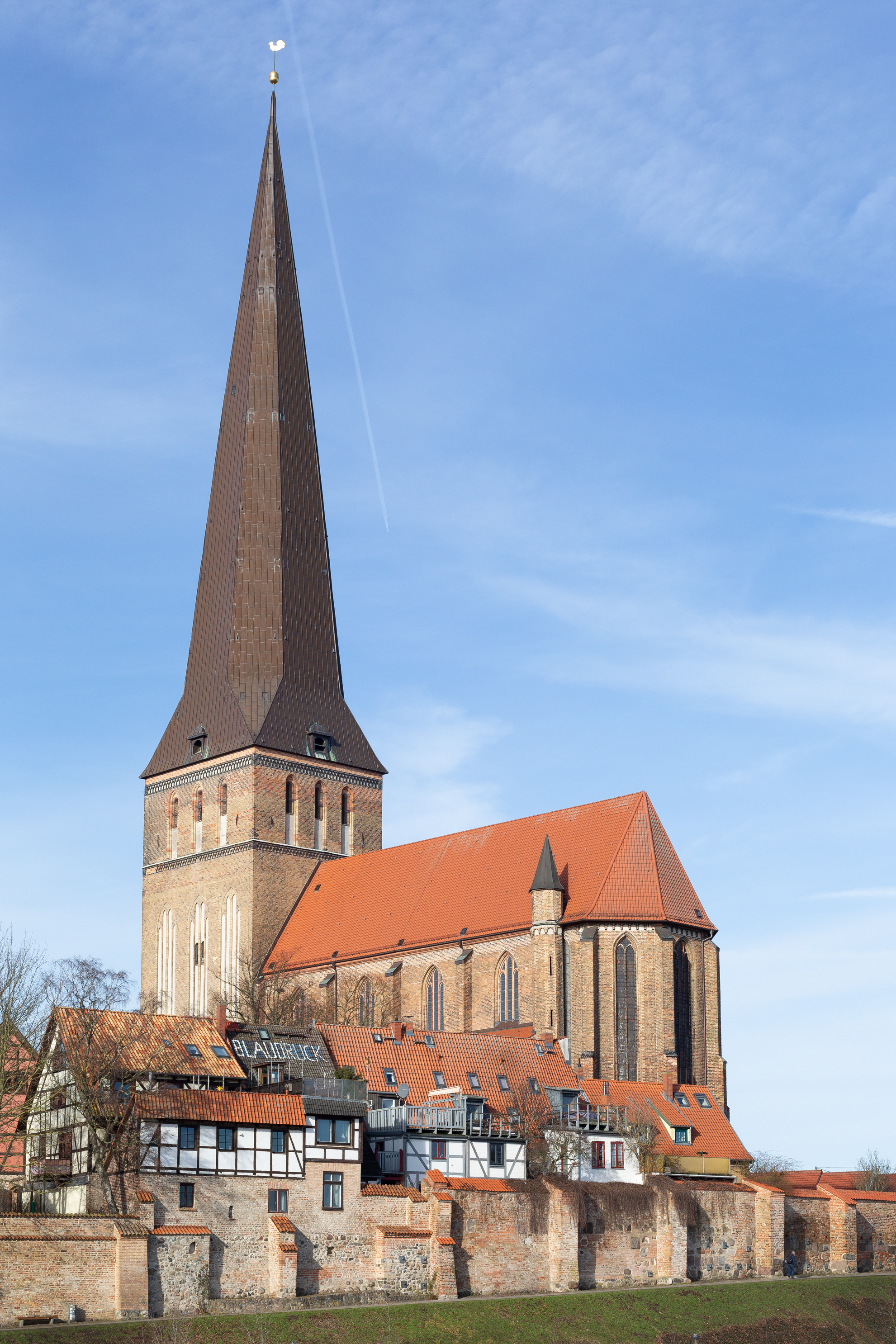
Ansicht der Kirche von Südosten
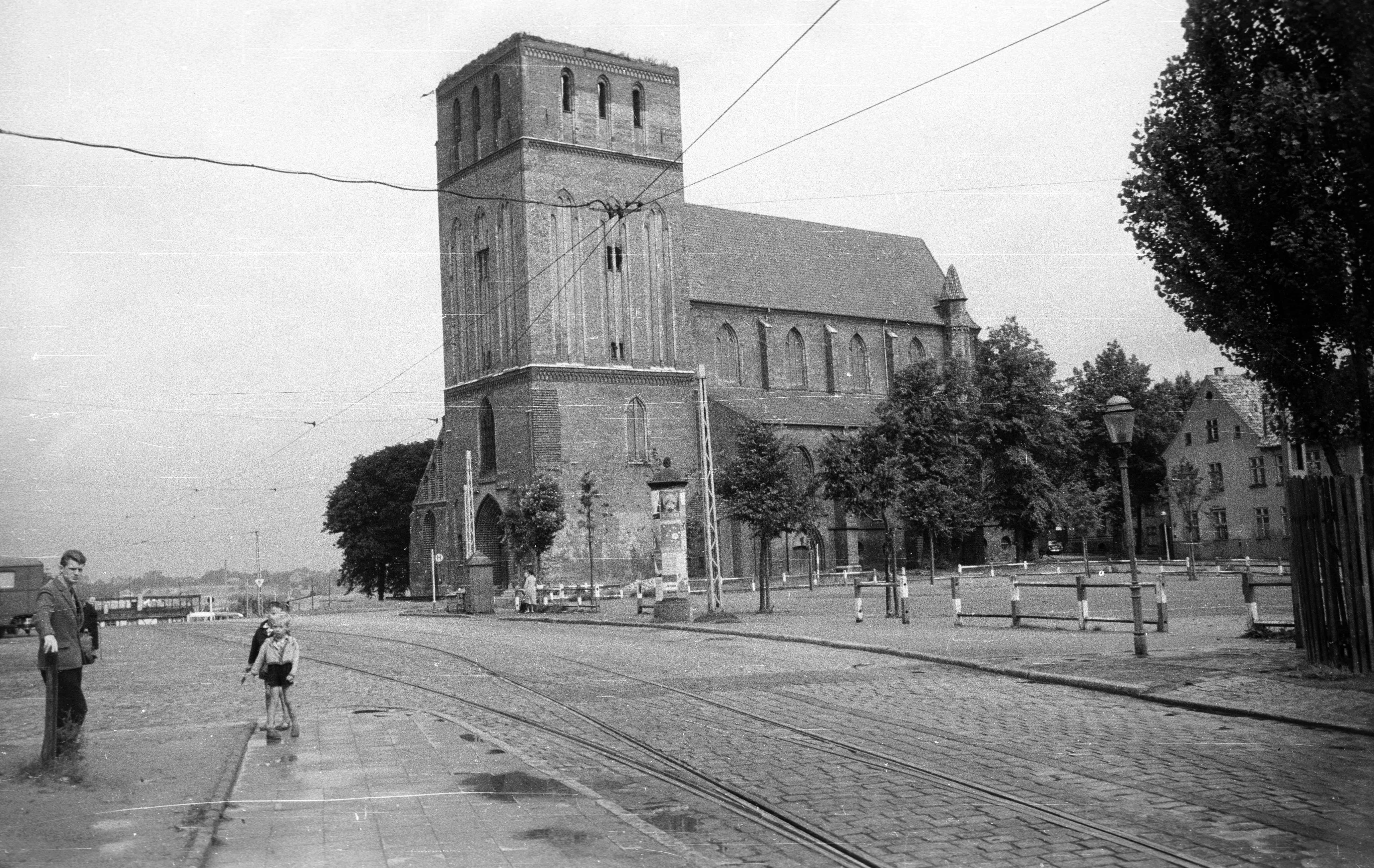
Petrikirche ohne Turmhelm (1962)
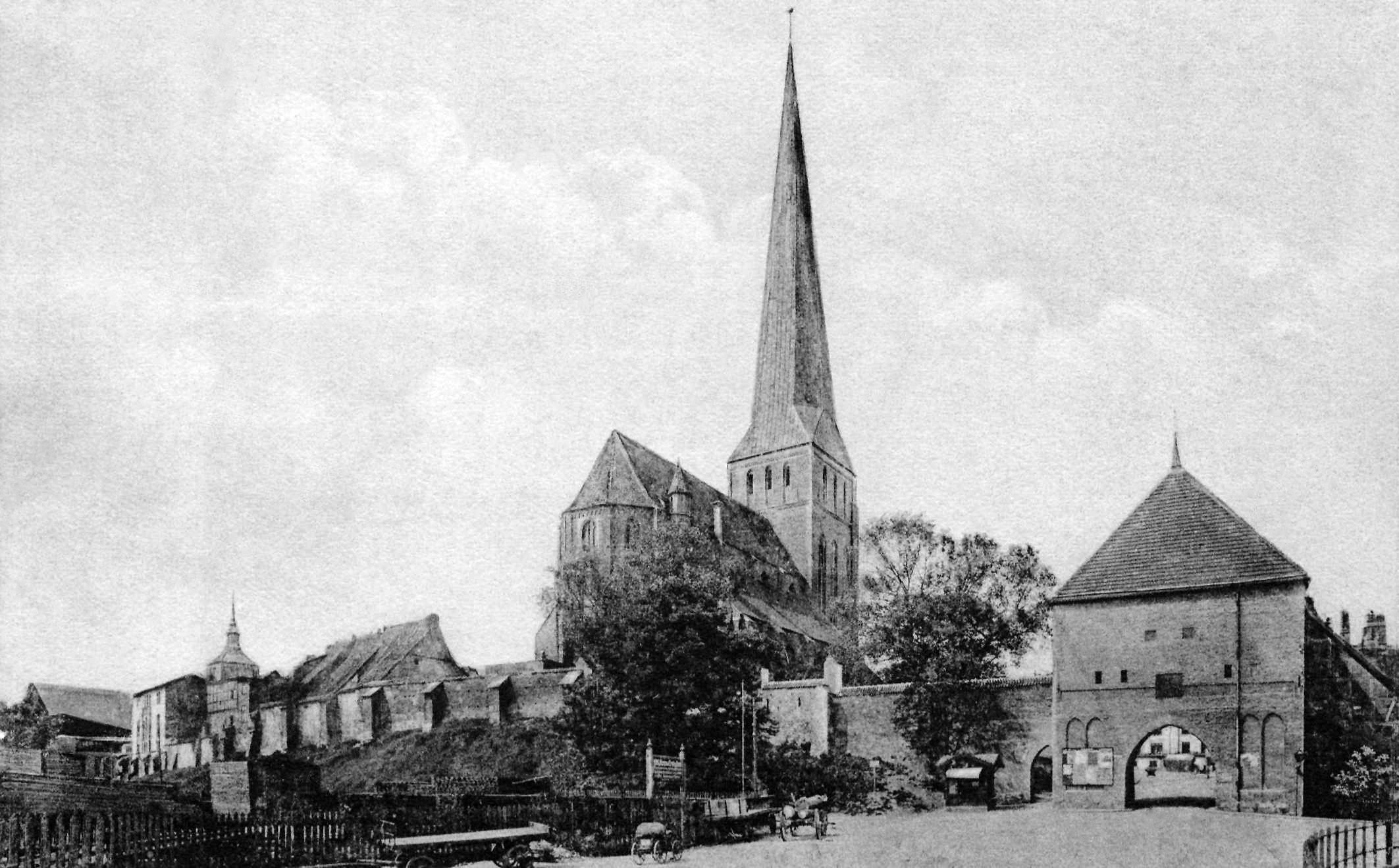
Historische Postkarte mit Petrikirche, Stadtmauer und Petritor (um 1900)
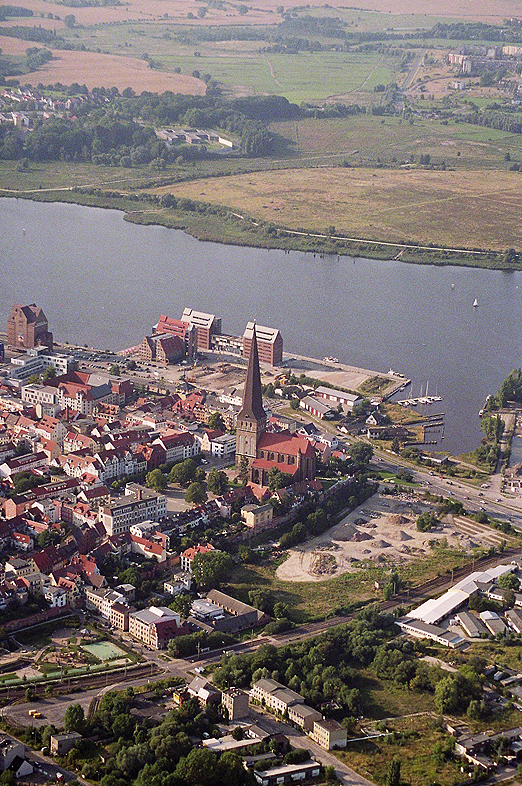
Petrikirche und Teile der Rostocker Altstadt (2006)
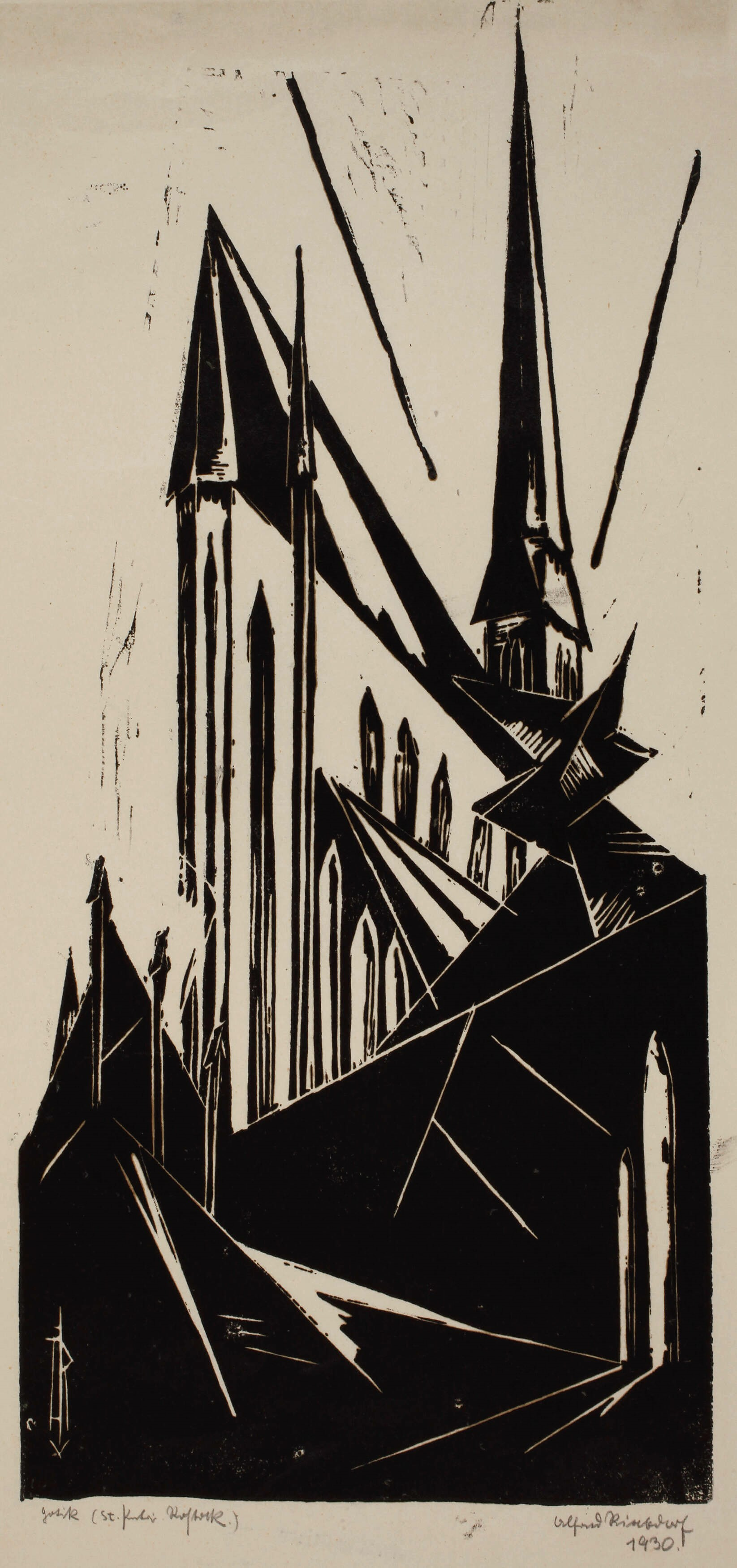
Alfred Rietdorf - Holzschnitt (1930)

## Ausstattung

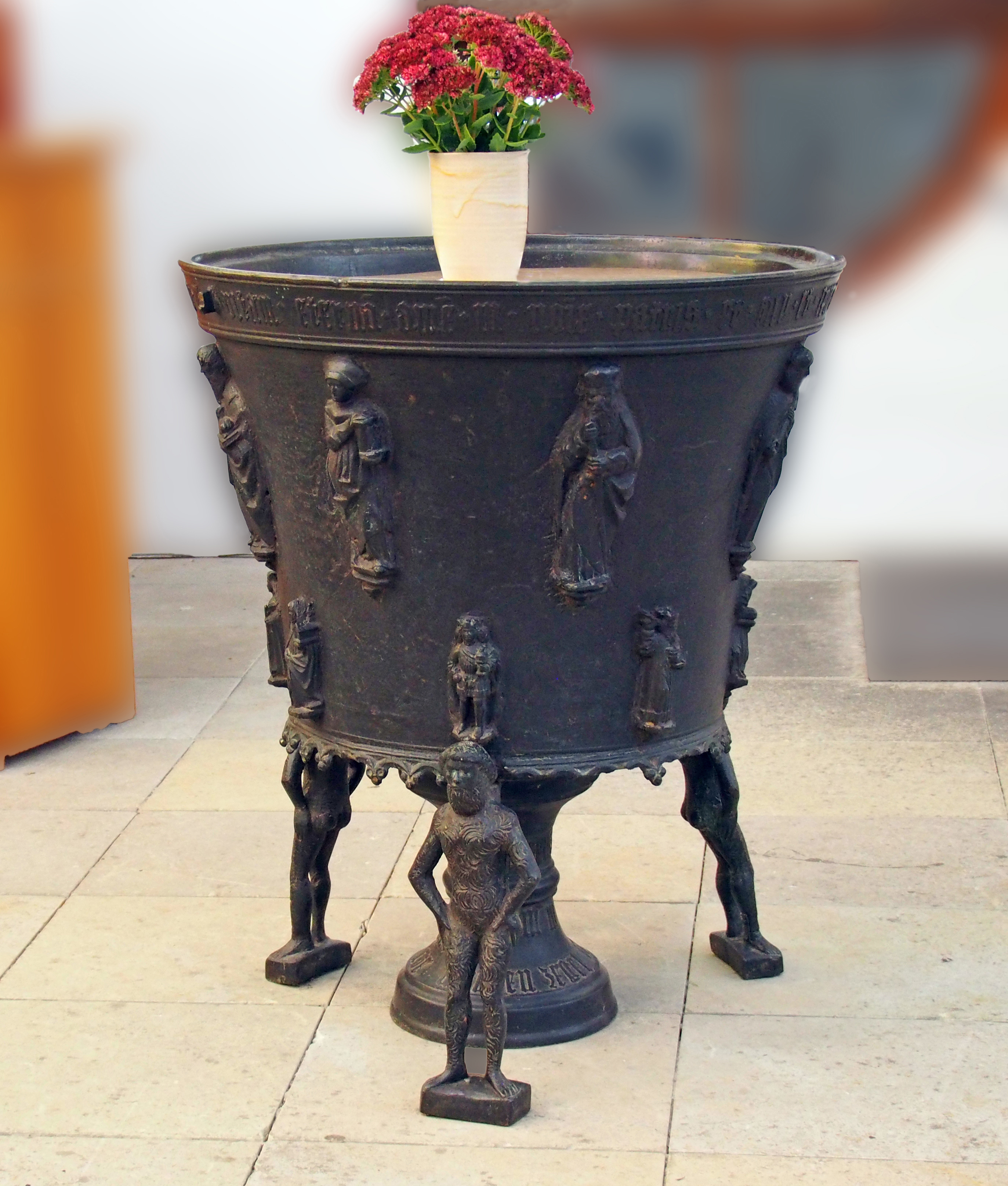
Tauffünte (Bronze) von 1512

Eine 1920 angefertigte Kopie des Reformationsaltars der Stadtkirche Wittenberg von Lucas Cranach dem Älteren hängt im ersten Joch auf der Südseite des Mittelschiffs. Neben dem oben erwähnten Taufkessel aus Bronze, 1512 von Andreas Ribe gefertigt, sind auch ein Standleuchter und 13 Wandleuchter aus Bronze des 16. und 17. Jahrhunderts erhalten geblieben. Drei Epitaphgemälde für Angehörige der Familie von Sparlink aus dem 17. Jahrhundert zeigen kniende Familienmitglieder und Darstellungen der Kreuztragung, der Auferstehung und des Jüngsten Gerichts.
Die 17 m hohen farbigen Chorfenster mit Szenen aus dem Leben des Heiligen Petrus wurden 1963 von dem lokalen Künstler Lothar Mannewitz (1930–2004) gestaltet. Das westliche Eingangsportal wurde 1999 mit einem Motiv der Arche Noah von Jo Jastram neu gestaltet. Die Orgel der Petrikirche ist ein Werk der Firma Schuke Orgelbau aus dem Jahr 1971 mit sechs Registern auf einem Manual mit angehängtem Pedal. Drei Votivschiffe, darunter das älteste derartige Schiffsmodell in einer Mecklenburger Kirche, werden in der Kirche aufbewahrt.

## Die Glocken

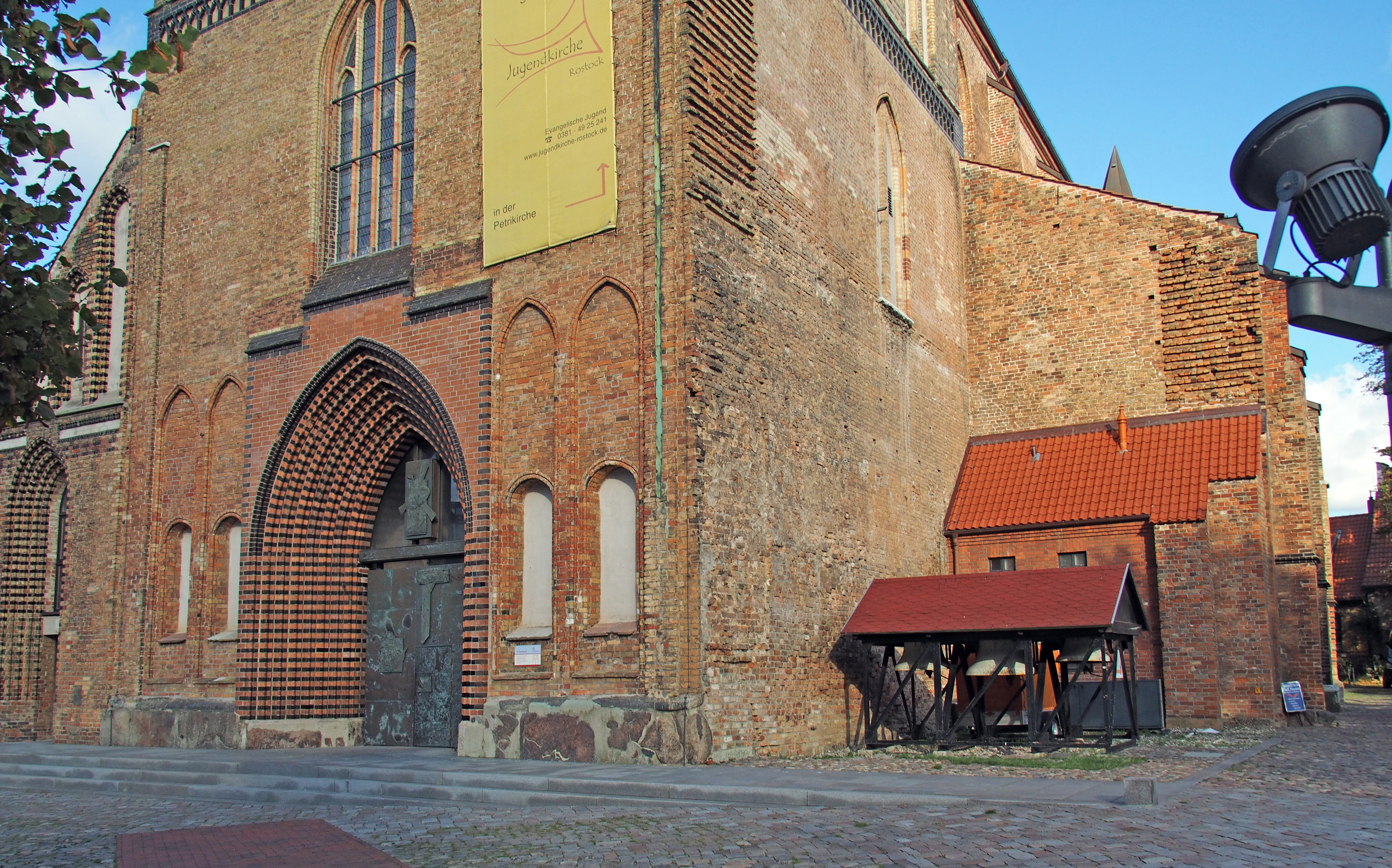
Eingang Petrikirche und provisorischer Glockenstuhl

Die Petrikirche hatte ursprünglich fünf Glocken, zwei davon waren Uhrschlagglocken.  Die größte Turm- und Läuteglocke mit 179 cm Durchmesser wurde 1742 von Otto Gerhard Meyer in Rostock gegossen. Die kleinste mit 65 cm Durchmesser stammte noch aus dem Mittelalter. Nur eine Glocke, die historische Bronzeglocke von 1548  (≈1.250 kg, Durchmesser ≈1.300 mm, Schlagton e1), nach ihrem Gießer „Peter-Matze-Glocke“ benannt, überstand die vielen Kriege. Sie diente zuerst als Wächterglocke und später als Stundenschlagglocke. Während des Kirchenbrandes, nach dem Bombenangriff im April 1942, brannte der Turmhelm der Petrikirche aus und stürzte mit den drei vorhandenen Glocken herunter. Auch die Peter-Matze-Glocke stürzte ab, fiel aber auf den Dachstuhl des Kirchenanbaus. Dadurch überstand sie den Absturz schadlos. Bis 2010 war sie zunächst in der Marienkirche aufgehängt. Glockengießermeister Peter Schilling und dessen Frau Margarete Schilling hatten zwei Bronzeglocken für die Marienkirche gefertigt (3456 kg, Durchmesser 1,71 m, Schlagton h0 und 1948 kg, Durchmesser 1,4 m, Schlagton d1). Diese Glocken hingen an tief gekröpften Stahljochen, die zu erheblichen Klangeinbußen führten. Dieses Dreiergeläut soll, technisch saniert, im Rahmen des für die Petrikirche projektierten Glockenprojekts wieder in Betrieb gehen, um das notdürftige Eisenhartguss-Geläut (in den Tönen  f1 - as1 - b1) im Glockenträger vor der Kirche zu ersetzen. Bevor die Glocken auf den Turm der Petrikirche gehoben werden können, müssen erst zwei neue Glockenstühle finanziert und errichtet werden. Der Förderverein Petrikirche Rostock hat diese Finanzierung in die Hand genommen.

Glocken für die Petrikirche
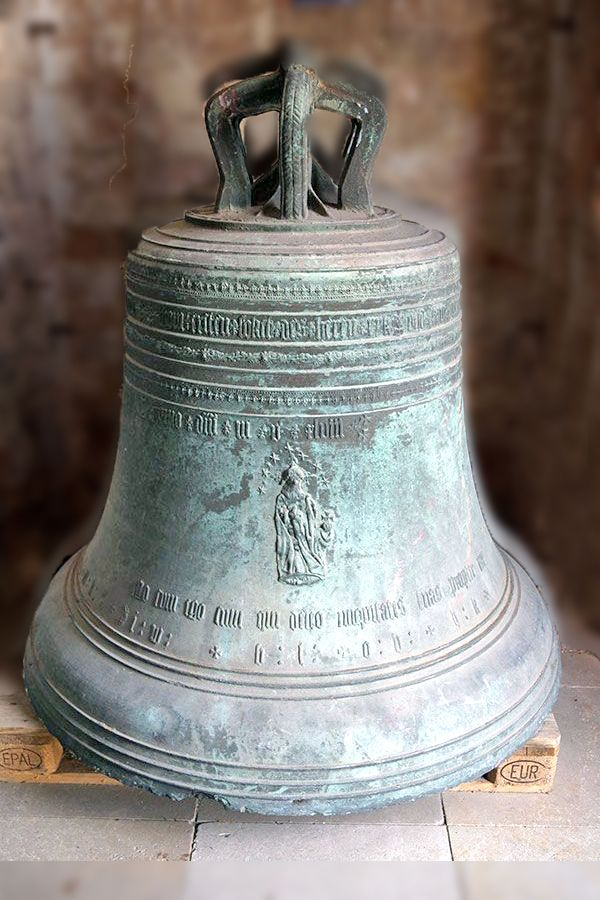
Historische „Peter-Matze-Glocke“ von 1548, Ton e1, 1250 kg
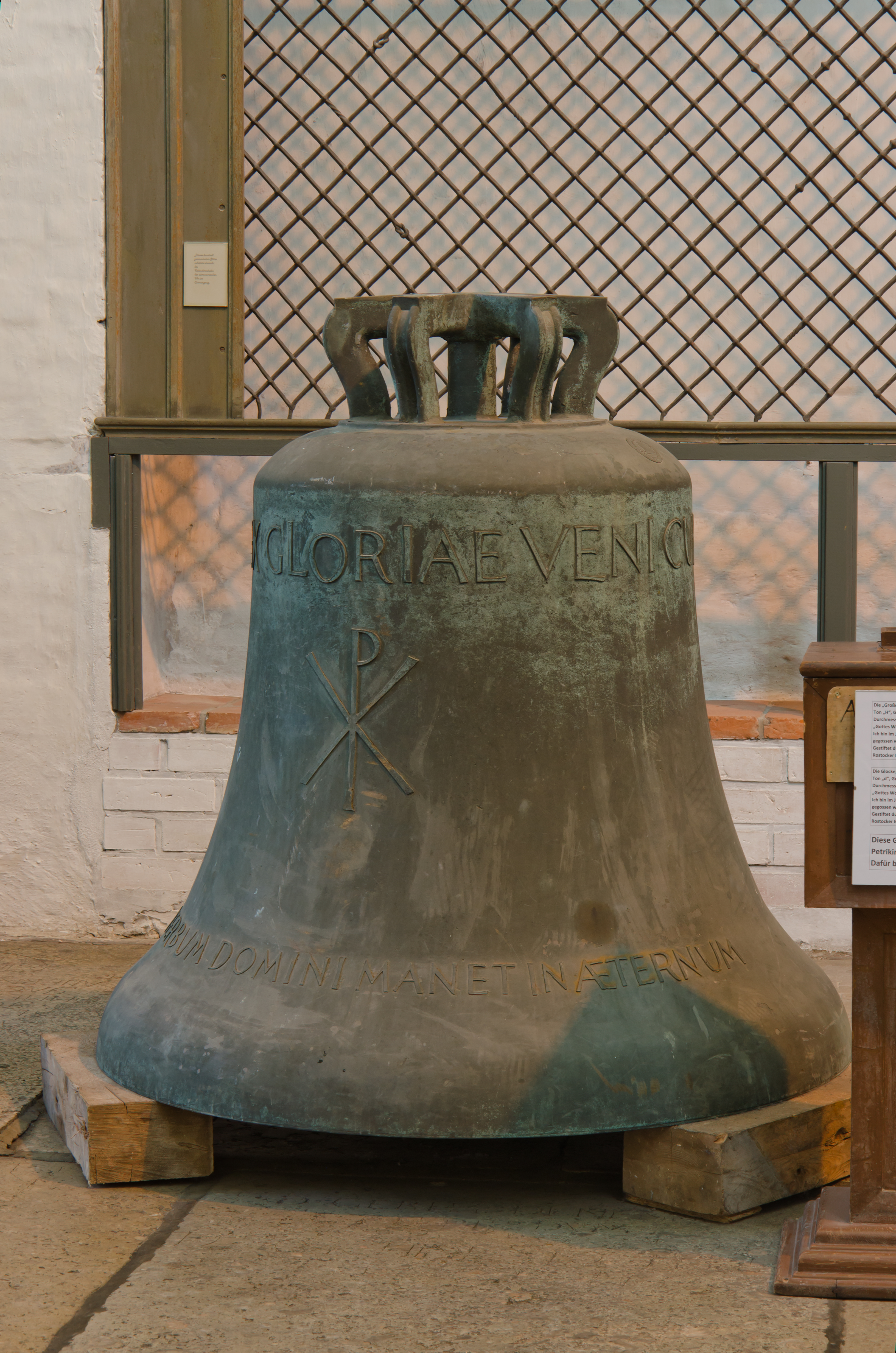
Gegossen 1979, Ton d1, Gewicht 1948 kg, 120 cm hoch, 140 cm Durchmesser
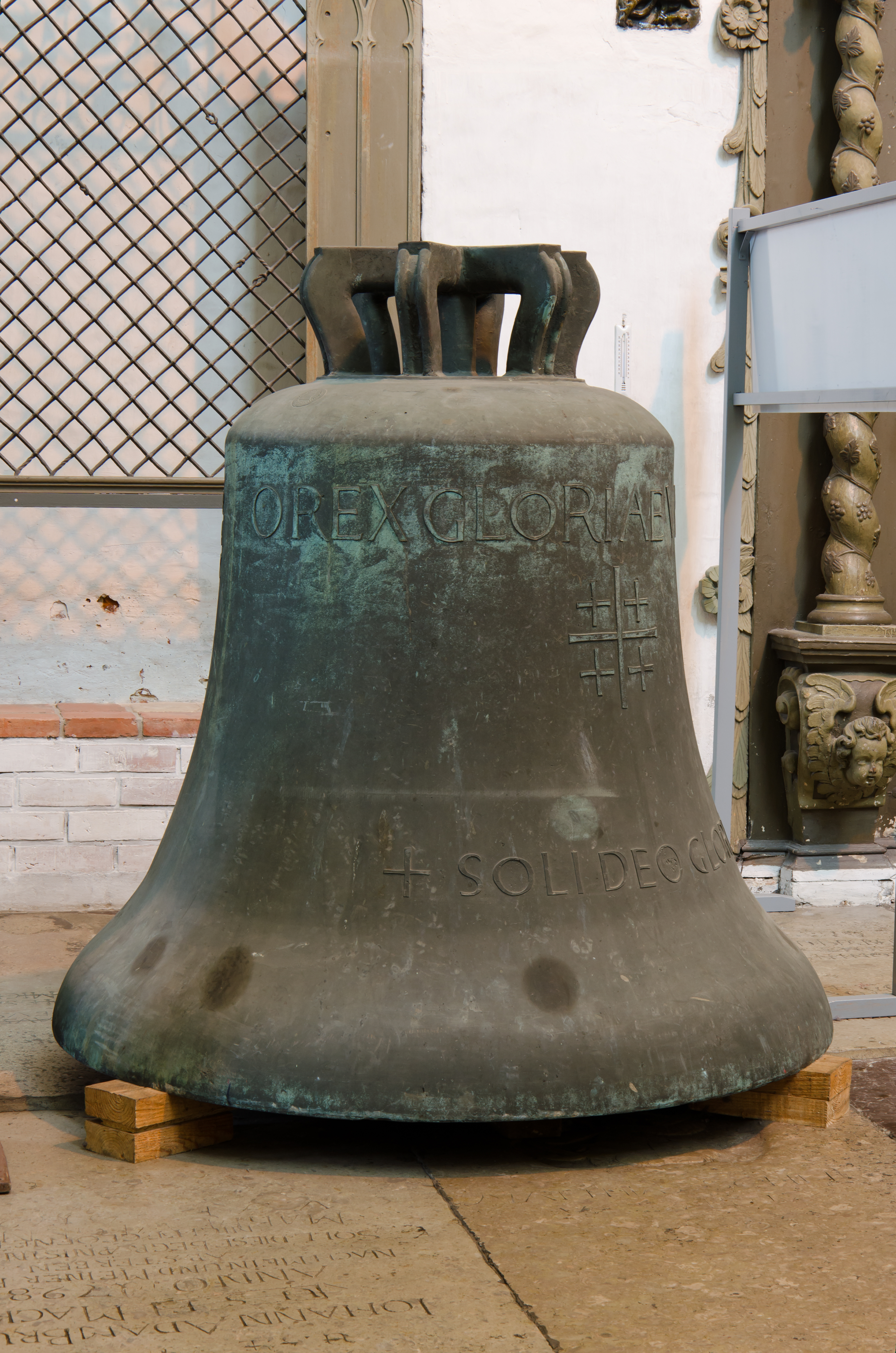
Gegossen 1979, Ton h0, Gewicht 3456 kg, 147 cm hoch, 171 cm Durchmesser

## Geistliche
- Rembertus Giltzheim, Pastor 1515–1521
- Joachim Slüter (Schlüter), Kaplan, um 1523, predigte erstmals evangelisch
- David Lobech, Diaconus 1589–1592
- Stephan Klotz, Archidiaconus 1630–1633
- Zacharias Grape (der Ältere), Pastor 1675